# Vanovice
Vanovice (en allemand : Wanowitz) est une commune du district de Blansko, dans la région de Moravie-du-Sud, en République tchèque. Sa population s'élevait à 522 habitants en 2020.

## Géographie
Vanovice se trouve à 9 km au nord de Boskovice, à 23 km au nord de Blansko, à 42 km au nord de Brno et à 170 km à l'est-sud-est de Prague.
La commune est limitée par Velké Opatovice et Borotín au nord, par Světlá et Šebetov à l'est, par Knínice u Boskovic et Pamětice au sud, et par Letovice à l'ouest.

## Histoire
La première mention écrite de la localité date de 1176.

## Administration
La commune se compose de deux quartiers :
- Vanovice
- Drválovice